# Gessjön, Ångermanland
Gessjön är en sjö i Strömsunds kommun i Ångermanland och ingår i Ångermanälvens huvudavrinningsområde. Sjön har en area på 2,01 kvadratkilometer och ligger 275,9 meter över havet. Sjön avvattnas av vattendraget Kvarnån.

## Delavrinningsområde
Gessjön ingår i det delavrinningsområde (709357-151766) som SMHI kallar för Utloppet av Gessjön. Medelhöjden är 315 meter över havet och ytan är 21,68 kvadratkilometer. Det finns inga avrinningsområden uppströms utan avrinningsområdet är högsta punkten. Kvarnån som avvattnar avrinningsområdet har biflödesordning 3, vilket innebär att vattnet flödar genom totalt 3 vattendrag innan det når havet efter 169 kilometer. Avrinningsområdet består mestadels av skog (77 procent). Avrinningsområdet har 2,01 kvadratkilometer vattenytor vilket ger det en sjöprocent på 9,3 procent.